# Gennan’inseki Inoue
Gennan’inseki Inoue (jap. 井上幻庵因碩 Inoue Genan’inseki; ur. 1798, zm. 1859) — japoński gracz go, głowa domu Inoue w latach 1824–1846, następca Insainseki Inoue.
W 1846 Gennan’inseki rozegrał serię gier z Shūsaku Hon’inbō, w tym najsłynniejszą — grę czerwieniejących uszu.